# گربه‌ها (سرده)
گربه‌ها (نام علمی: Felis) نام یک سرده از زیرخانواده گربه‌ایان کوچک است که بومی اکثر آفریقا، جنوب عرض جغرافیایی ۶۰ درجه در اروپا و آسیا می‌باشد.

## گونه‌ها
| گونه                                           | تصویر | زیستگاه |
| ---------------------------------------------- | ----- | ------- |
| گربه (F. catus) کارل لینه، ۱۷۵۸                |       |         |
| گربه‌وحشی اروپایی (F. silvestris) شربر، ۱۷۷۷    |       |         |
| گربه جنگلی (F. chaus) شربر، ۱۷۷۷               |       |         |
| گربه‌وحشی آفریقایی (F. catus) فوستر، ۱۷۸۰       |       |         |
| گربه پاسیاه (F. catus) برچل، ۱۸۲۴              |       |         |
| گربه شنی (F. catus) Loche، ۱۸۵۸                |       |         |
| گربه کوهی چینی (F. lybica) Milne-Edwards، ۱۸۹۲ |       |         |